# Andronik II. Trapezuntski
Car Andronik II. (o. 1240. – 1266.) (Ανδρόνικος Β΄ Μέγας Κομνηνός, Andronikos II Megas Komnēnos) bio je car Trapezuntskog Carstva, a rođen je kao princ, sin cara Manuela I. i gospe Ane Xylaloe.
Bio je unuk cara Aleksija I., nećak cara Ivana I. i polubrat carice Teodore i careva Ivana II. i Đure.
Andronik je naslijedio svog oca 1263. 1265. Turci su Seldžuci zauzeli grad Sinopu.
Pjesnik Konstantin Loukites, koji je htio ojačati kult sv. Eugena, nije spomenuo Andronika u svom popisu careva Trapezunta.
Tijekom Andronikove su vladavine dvojica trgovaca donijela u Trapezunt pismo od Karla I. Napuljskoga.